# Dustin Schneider
Dustin Schneider (Brandon, 27 febbraio 1985) è un ex pallavolista canadese, nel ruolo di palleggiatore.

## Carriera

### Club
La carriera di Dustin Schneider inizia nella formazione di pallavolo maschile della Winnipeg, con la quale partecipa al CIS Championship dal 2004-05 al 2007-08, vincendo il titolo nell'annata 2006-07, impreziosito dal premio di MVP.
Dopo una annata in collegiale con la nazionale, nella stagione 2009-10 firma il suo primo contratto professionistico in Austria con l'Amstetten, nella 1. Bundesliga, mentre nella stagione seguente si trasferisce in Portogallo, vestendo in Primeira Divisão la maglia del Benfica.
Nel campionato 2011-12 si trasferisce in Francia, dove con lo Chaumont centra la promozione dalla Ligue B alla Ligue A; nell'annata seguente torna in collegiale con la nazionale e nel campionato 2013-14 approda nella Polska Liga Siatkówki polacca, ingaggiato dallo ZAKSA, club col quale vince la Coppa di Polonia.
Dopo un'altra annata in collegiale, firma il suo ultimo contratto a Israele col Maccabi Tel Aviv, ritirandosi al termine dell'annata 2015-16.

### Nazionale
Dal 2007 riceve le prime convocazioni nella nazionale canadese e, dopo aver concluso la carriera universitaria, vi resta in collegiale per un'annata, culminata con la conquista della medaglia d'argento alla Coppa Panamericana 2009.
In seguito vince la medaglia di bronzo al campionato nordamericano 2011, dove viene premiato come miglior palleggiatore, seguita da quella d'argento al campionato nordamericano 2013. Nel 2015 conquista la medaglia d'oro alla NORCECA Champions Cup, quella di bronzo ai XVII Giochi panamericani e un altro oro al campionato nordamericano.

## Palmarès

### Club
- CIS Championship: 1

2006-07
- Coppa di Polonia: 1

2013-14

### Nazionale (competizioni minori)
- Coppa Panamericana 2009
- NORCECA Champions Cup 2015
- Giochi panamericani 2015

### Premi individuali
- 2007 - CIS Championship: MVP
- 2011 - Campionato nordamericano: Miglior palleggiatore